# Władimir Baszew
Władimir Baszew (bułg. Владимир Башев, ur. 28 lipca 1935 w Sofii, zm. 19 listopada 1967 tamże) – bułgarski poeta i działacz komunistyczny.

## Życiorys
Od 1957 był współpracownikiem i redaktorem prasy komunistycznej i literackiej, 1964 został członkiem zarządu Związku Pisarzy Bułgarskich, 1962-1971 pełnił funkcję ministra spraw zagranicznych Bułgarii. Był przedstawicielem tzw. pokolenia kwietniowego, podejmującego rozrachunki ze współczesnością; w sposób programowy dał temu wyraz z (wydanym pośmiertnie) tomie prac publicystycznych Prekrasna zawisimost (1972) i w wierszach ze zbiorów Trewożni anteni (1957), Preodoljawane na grawitacjata (1960), Necełunati momiczeta (1963), Magazini za czasownici (1964), Wyzrast (1966) i Atelie (1967). Był także autorem librett do oper L. Pipkowa i A. Rajczewa, tekstów pieśni estradowych i wielu przekładów współczesnej poezji rosyjskiej i greckiej.